# JR貨物19G形コンテナ
JR貨物19G形コンテナ（JRかもつ19Gがたコンテナ）は、日本貨物鉄道（JR貨物）が配備している、鉄道輸送用長さ12 ftの5トン積み有蓋コンテナである。

## 概要
本形式は、19F形の改良型である。最大の相違点は19D形で採用されるも、L字二方開きを開発するにあたり、一旦廃止された船積用のツイストロック式の隅金具を下部四隅取り付けた。これは従来から内航用コンテナ輸送で使われているトラックは、鉄道12 ft形コンテナ専用の半自動式中央緊締方式隅金具をほぼ付けていないので、有事の際に内航船による鉄道コンテナの代行輸送時では、応援輸送することが出来ない。これを解消するために内航用コンテナでも広く使われているツイストロック式の隅金具を取り付けて、代行輸送トラック不足の解消も図っている。またクレーン吊り用の簡易形隅金具を上部四隅へとそれぞれに設置したことである。設置スペースの限られるコンテナの角部位へも設置しやすくするために、通常はサイコロ状のホールブロック六面のうち、本来は片長手側の外面側に0形状に見えている穴表面を極限まで切り落とし、さらに外側に出ないように逆L字に加工した外柱を埋め込み外側からは穴面が見えない。また進行方向に面した片妻壁側はU形状の穴面に加工している。
製造は、東急車輛大阪･和歌山製作所 → 総合車両製作所、CIMCが担当。
登場時は、旧型の国鉄コンテナや18C形などのJR初期に製造されたコンテナの老朽取換用として製造していたが、2013年より19F形も置き換えている。
JR貨物の主力コンテナ形式として2017年（平成29年）度までは19D形とともに増備が続いていたが、2018年（平成30年）度より20G形へ製造が移行した。

## 構造・沿革
19F形に引き続き、片側妻扉・側扉の二方開きで、外法寸法は高さ2,500 mm、幅2,450 mm、長さ3,715 mm、自重1.5 t。内容積は18.8 m3。最大積載量は5 t。
- 2001年（平成13年）- 東急車両大阪製作所にて第一号が落成。0番台は、2006年（平成18年）までに10,700個が製造された。
  - 塗装は19D形5000番台に準じており、赤紫色（JRFレッド）一色に、白抜きで側面および妻面の右上にJRFマーク、側面中央には横長で菱形状の線が配されている。
  - 外観上は扉のない面にリブがあるなど、19F形とよく似ている。また、あらたにクレーン吊り荷役用に取り付けられた。
  - 妻面荷役扉の右上と側面荷役扉左上に「環境にやさしい鉄道貨物輸送」（前期）、「環境にやさしい鉄道輸送」（中期）、「環境にやさしい鉄道コンテナ」（後期）と、キャッチコピーが書かれたステッカーが貼られている。
  - 2004年（平成16年）には、台枠形状が変更となった。
  - 2007年（平成19年）以降、15000番台の登場に合わせて、エコレールマークのシールを順次貼り付けた。
- 15000番台は、2007年（平成19年）より製造されている。妻面のリブが太いものになり、その代わりとして7本から6本に削減されている。また、今回の区分より新製当時よりエコレールマークのシールが貼り付けられた。また、今回の区分より新製当時より左下にエコレールマークのシールが貼り付けられている。2017年（平成29年）までに7900個が製造された。

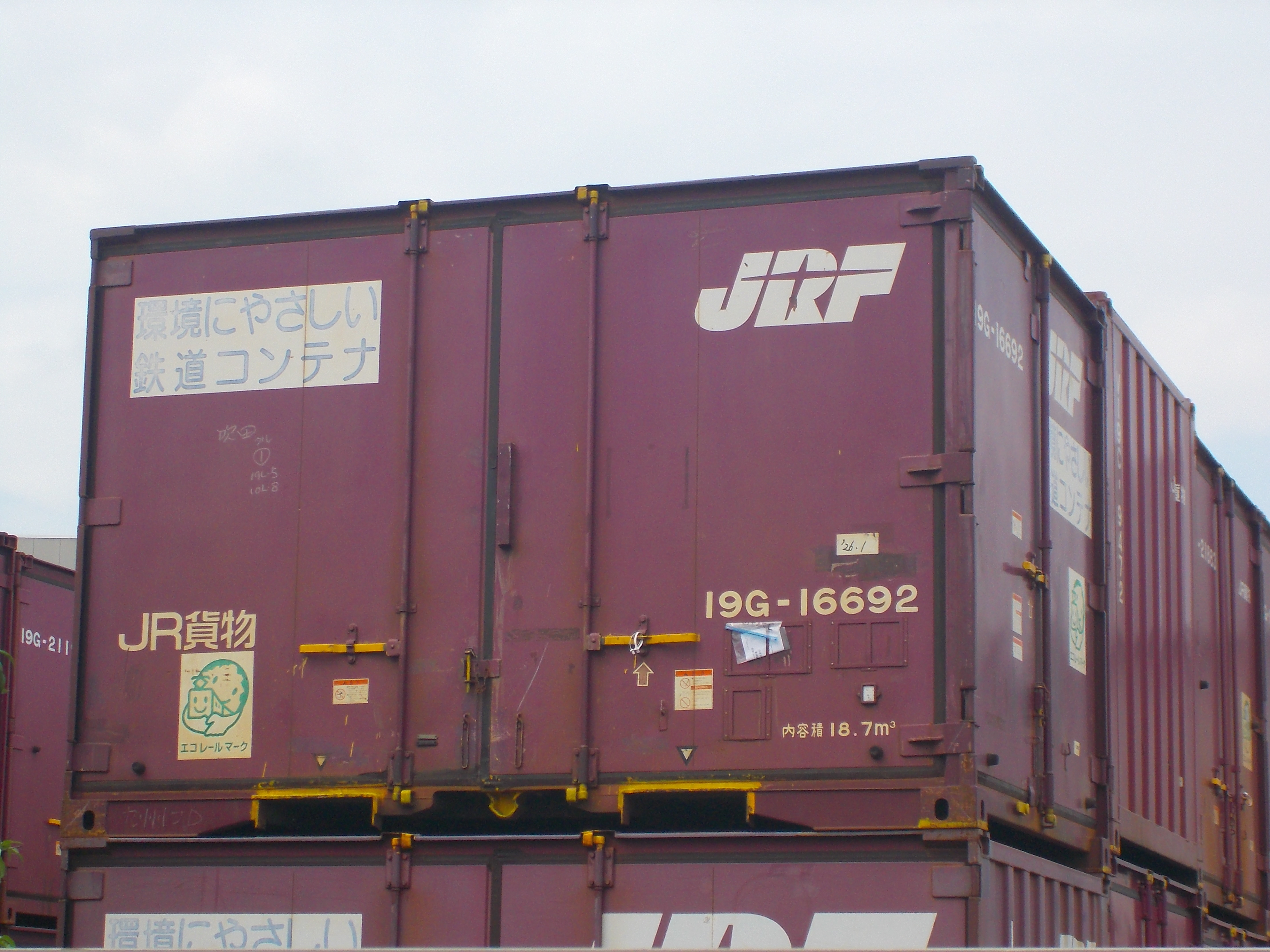
エラーロゴで落成したのち小ロゴに変更された19G-16692。
（埼玉県／蓮田にて、2025年8月16日撮影）

- - 2008年（平成20年）に製造された、CIMC製の16500番台にエラーロゴ個体が登場。のちにロゴを小タイプに変更される（一部）。
  - 2014年（平成26年）以降に製造された個体かたは塗装が簡略化された。赤紫色を基調としている点は従来と変わらないが、JRFマークと白線が廃止され、側面右上にJRマーク、その下に「JR貨物」の文字が入れられている。妻面右上にも「JR貨物」の文字がある。また、キャッチコピーのステッカー貼り付けも省略されている。
- 90000番台は、2011年（平成23年）に19G-90001と19G-90002の2個が製造された。ドアロッドが4本となっており、荷票の位置や、リブの形状が異なる。塗装は黄緑6号を基調とし、側面左上にJRマーク、その下に「JR貨物」の文字が入れられており、18D形に似たデザインとなっている。左下にはエコレールマークを貼り付けている。これらの個体は宇都宮貨物ターミナル駅 → 札幌貨物ターミナル駅 → 苫小牧貨物駅 → 宇都宮貨物ターミナル駅間の限定運用となっており、のちに限定運用を示す表記が側面右上に追加されている。
- 2011年（平成23年）- 後半に試作コンテナとして、19G-90001と19G-90002の2個が東急和歌山製作所で製造された。

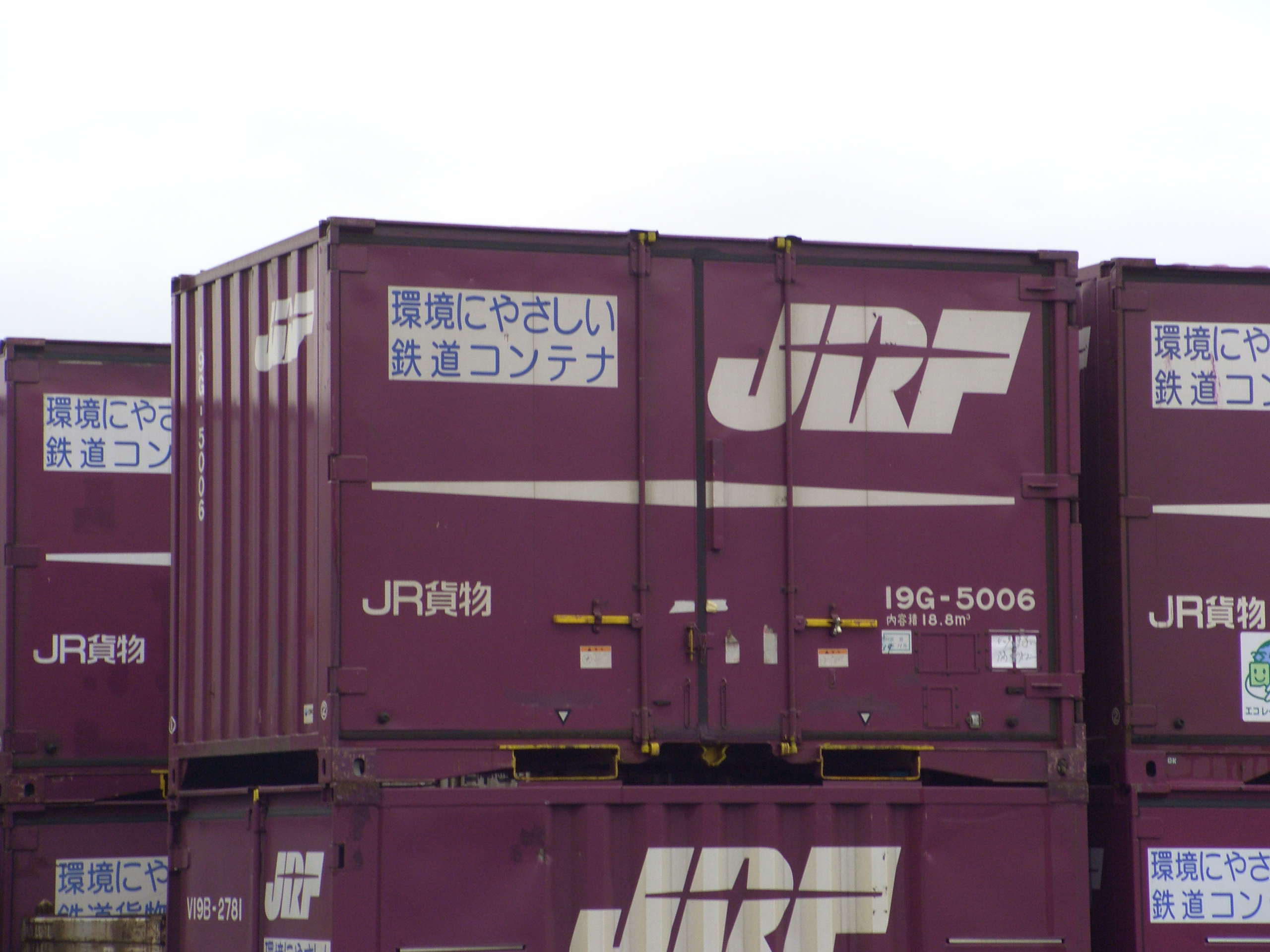
0番台19G-5006。 （東京都／隅田川にて、2007年3月25日撮影）
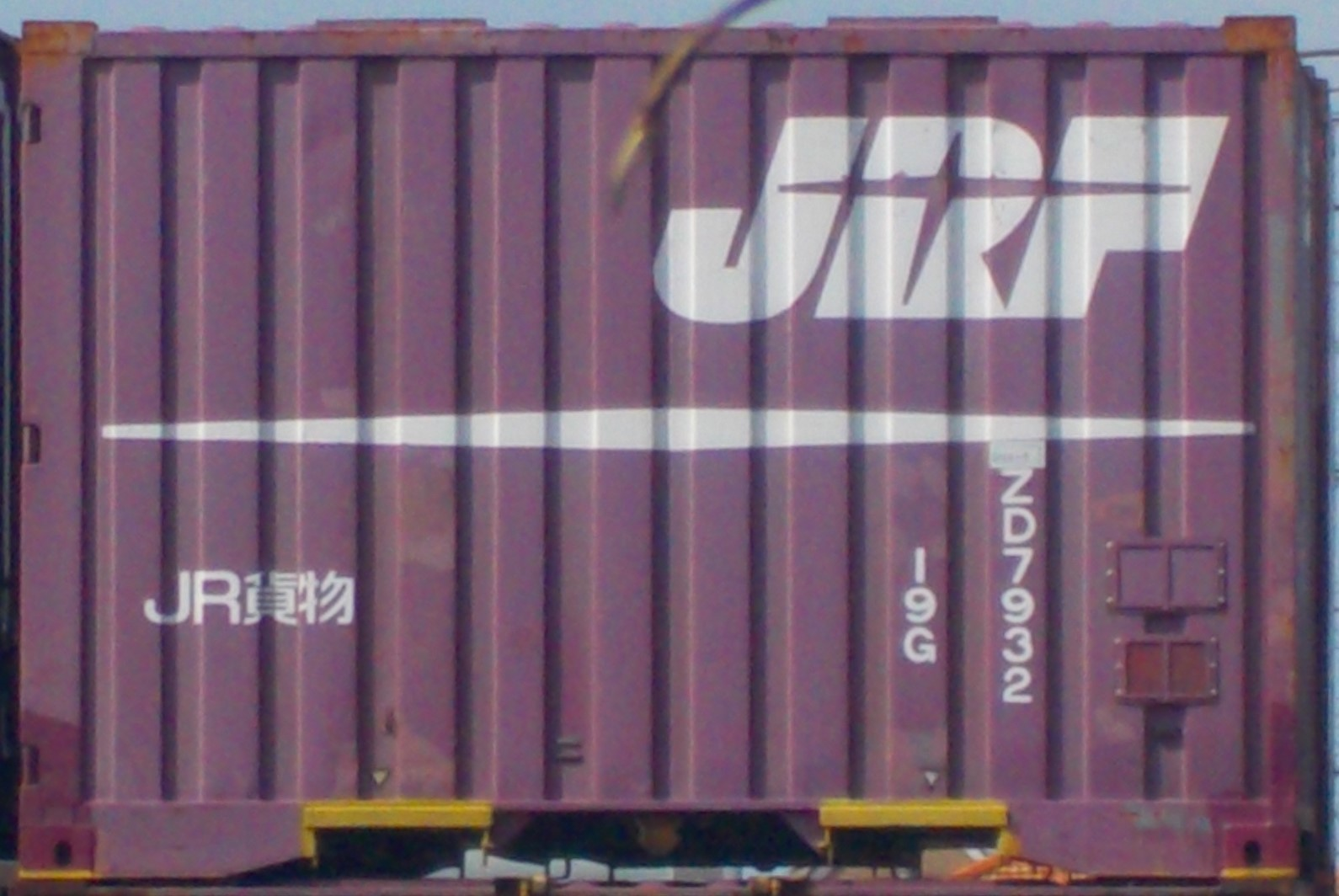
死重積載用のZD19G-7932。 （新潟県／東新潟にて、2024年3月31日撮影）
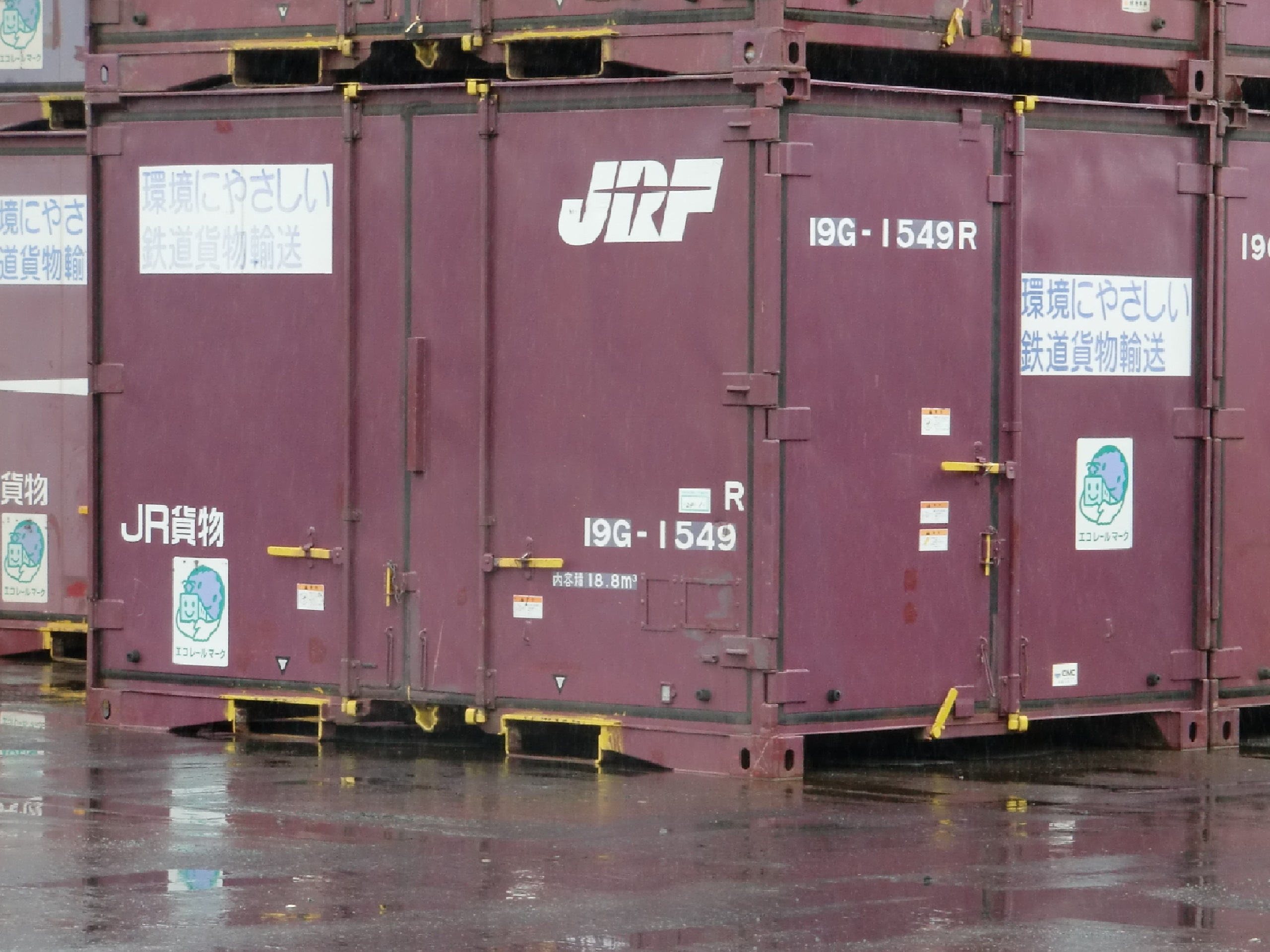
リニューアルされた19G-1549R。 （埼玉県／羽生ORSにて、2011年8月21日撮影）
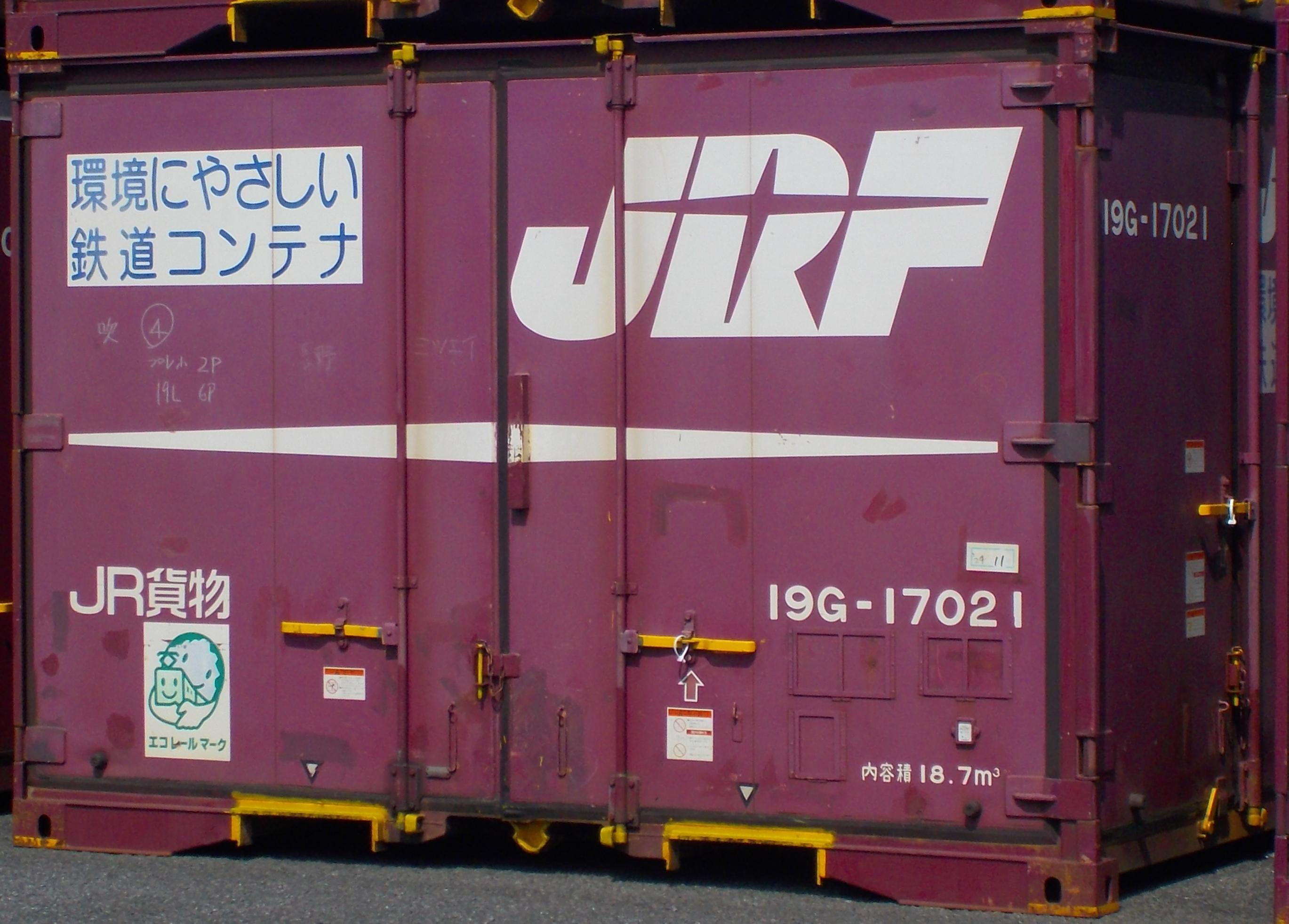
15000番台CIMC製公式側19G-17021。 （茨城県／土浦にて、2024年7月20日撮影）
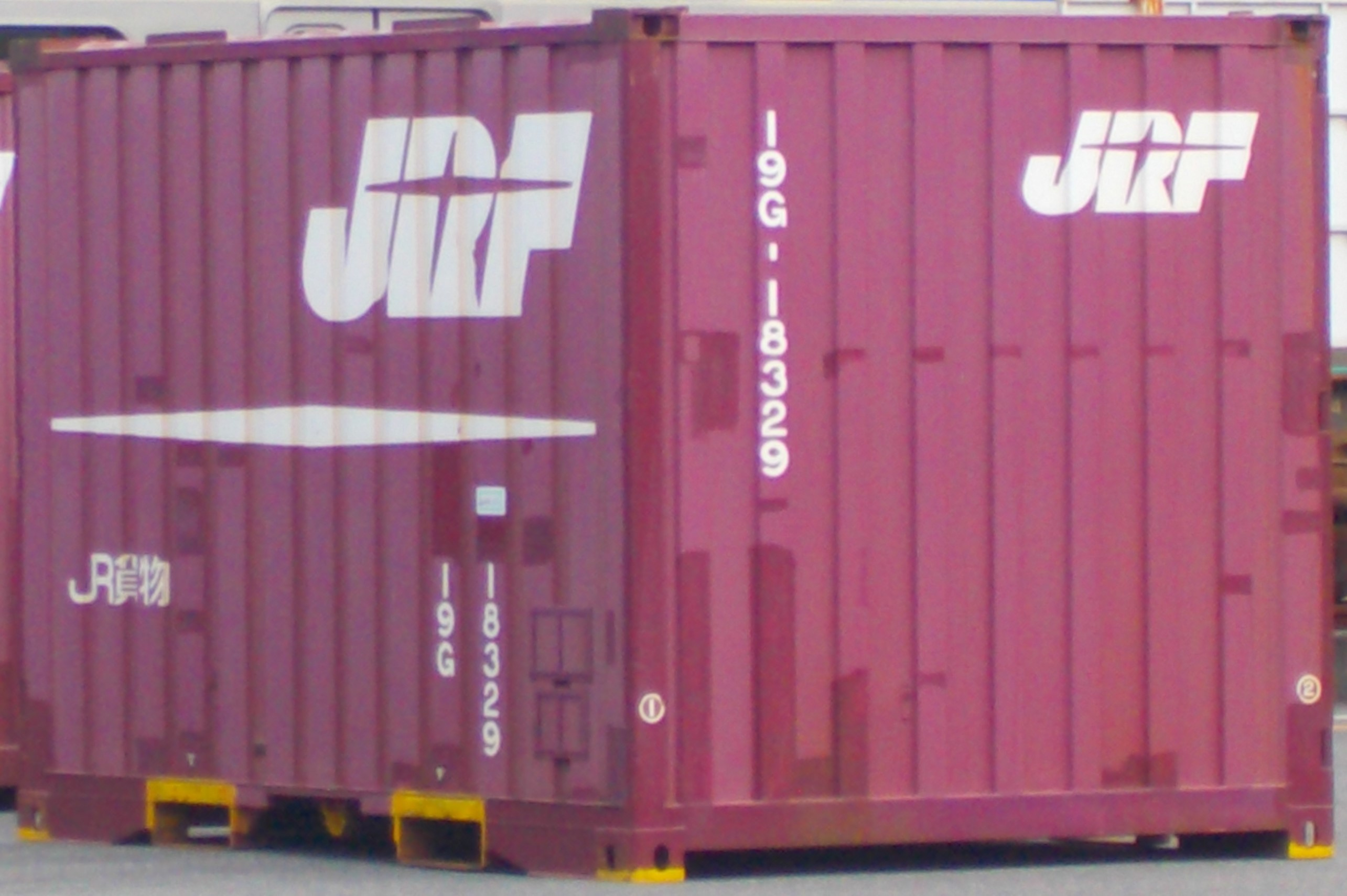
15000番台CIMC製非公式側19G-18329。 （茨城県／土浦にて、2024年7月20日撮影）
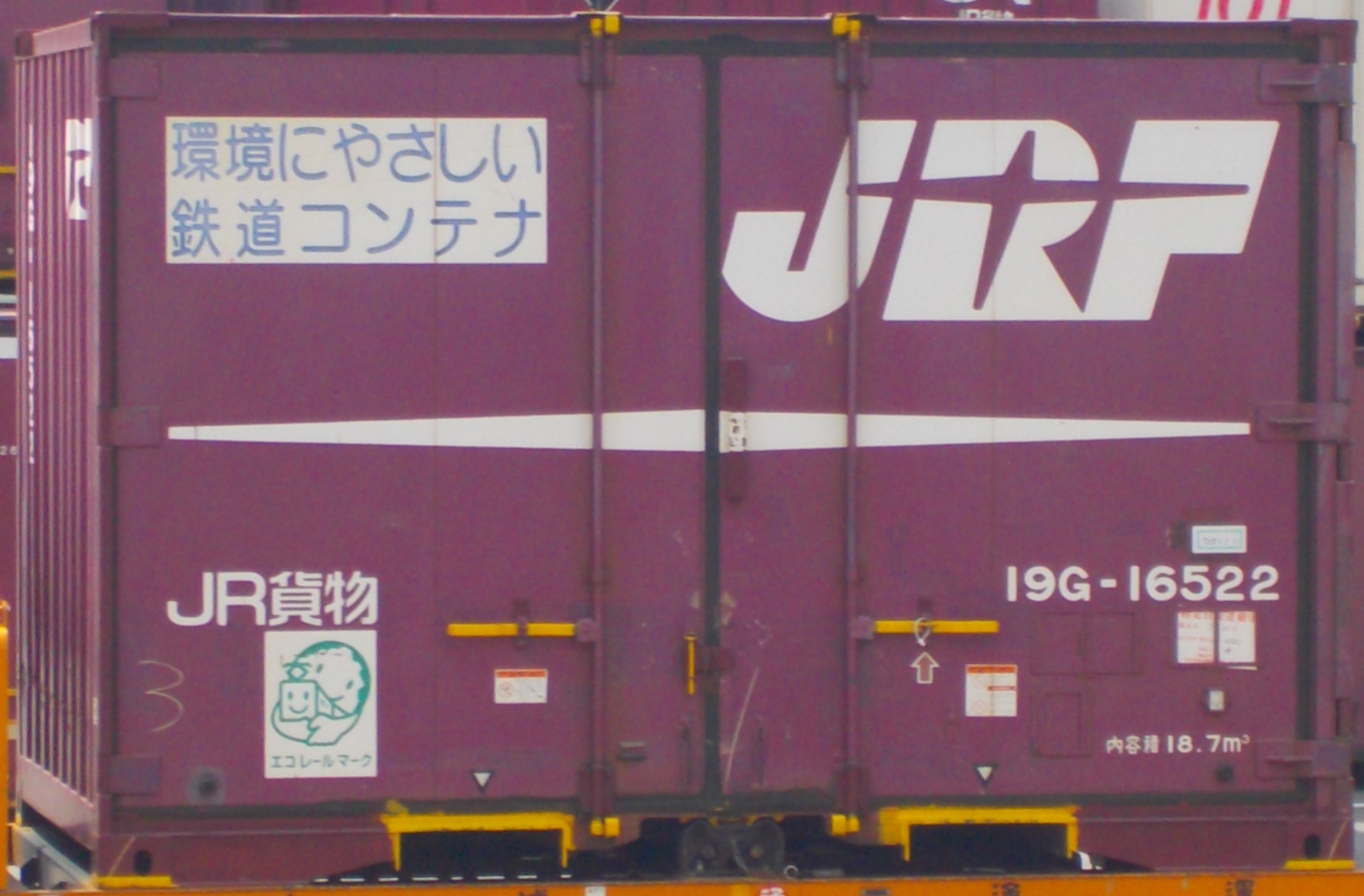
エラーロゴ19G-16522。 （茨城県／土浦にて、2024年7月20日撮影）
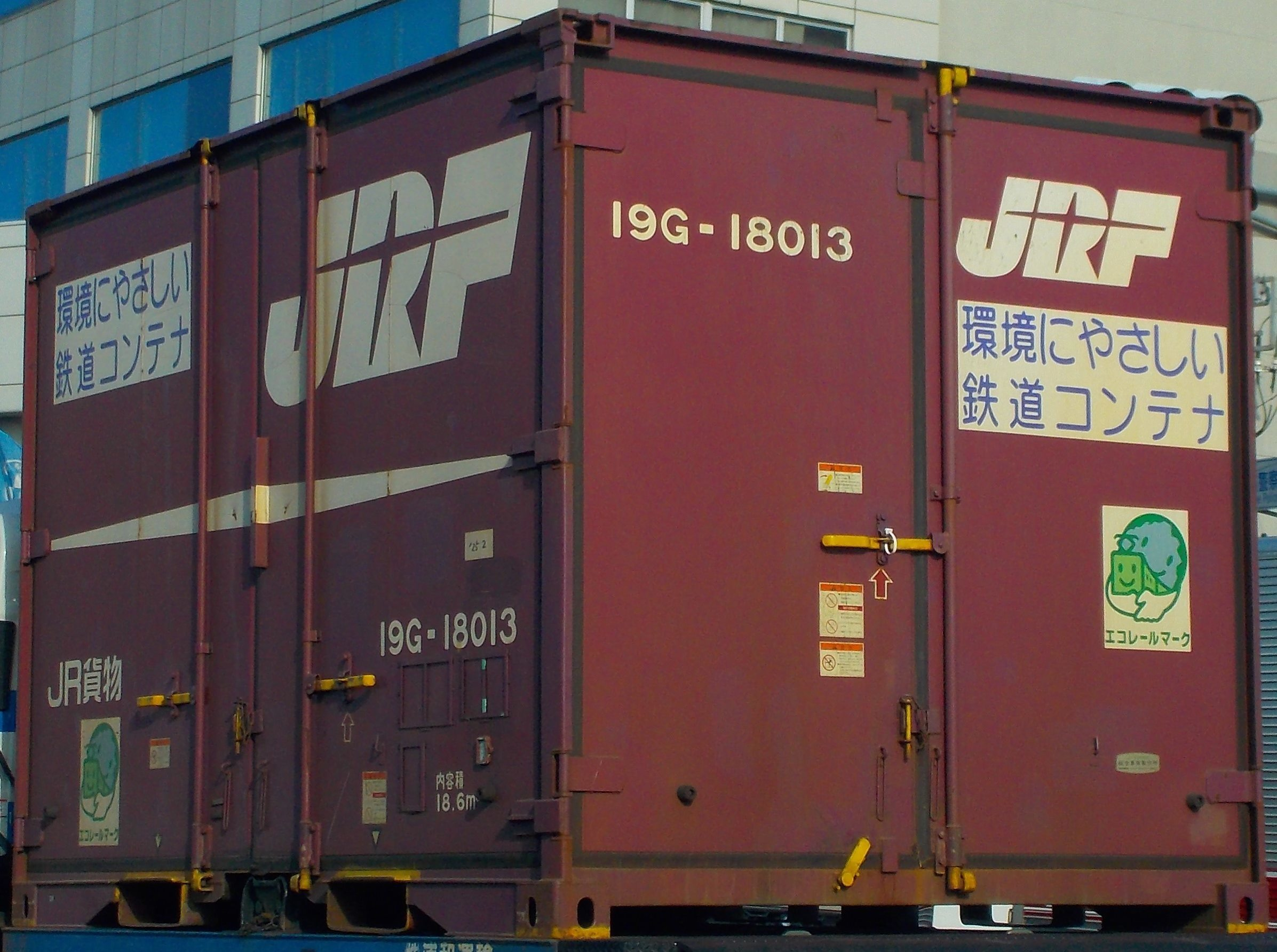
15000番台総合車両製公式側19G-18013。 （埼玉県／川越市にて、2024年12月18日撮影）
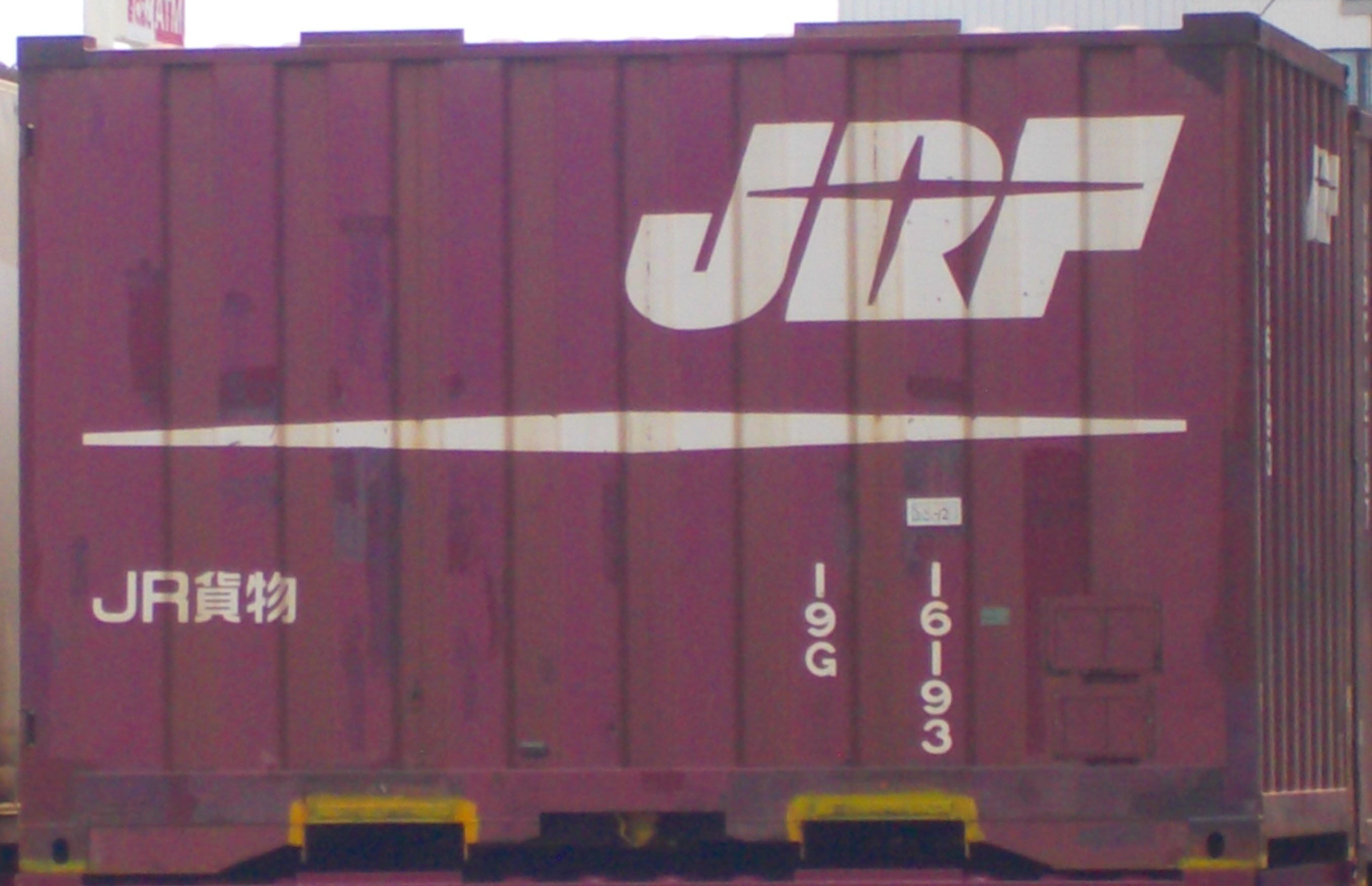
15000番台東急車両製非公式側19G-16193。 （茨城県／土浦にて、2024年7月20日撮影）
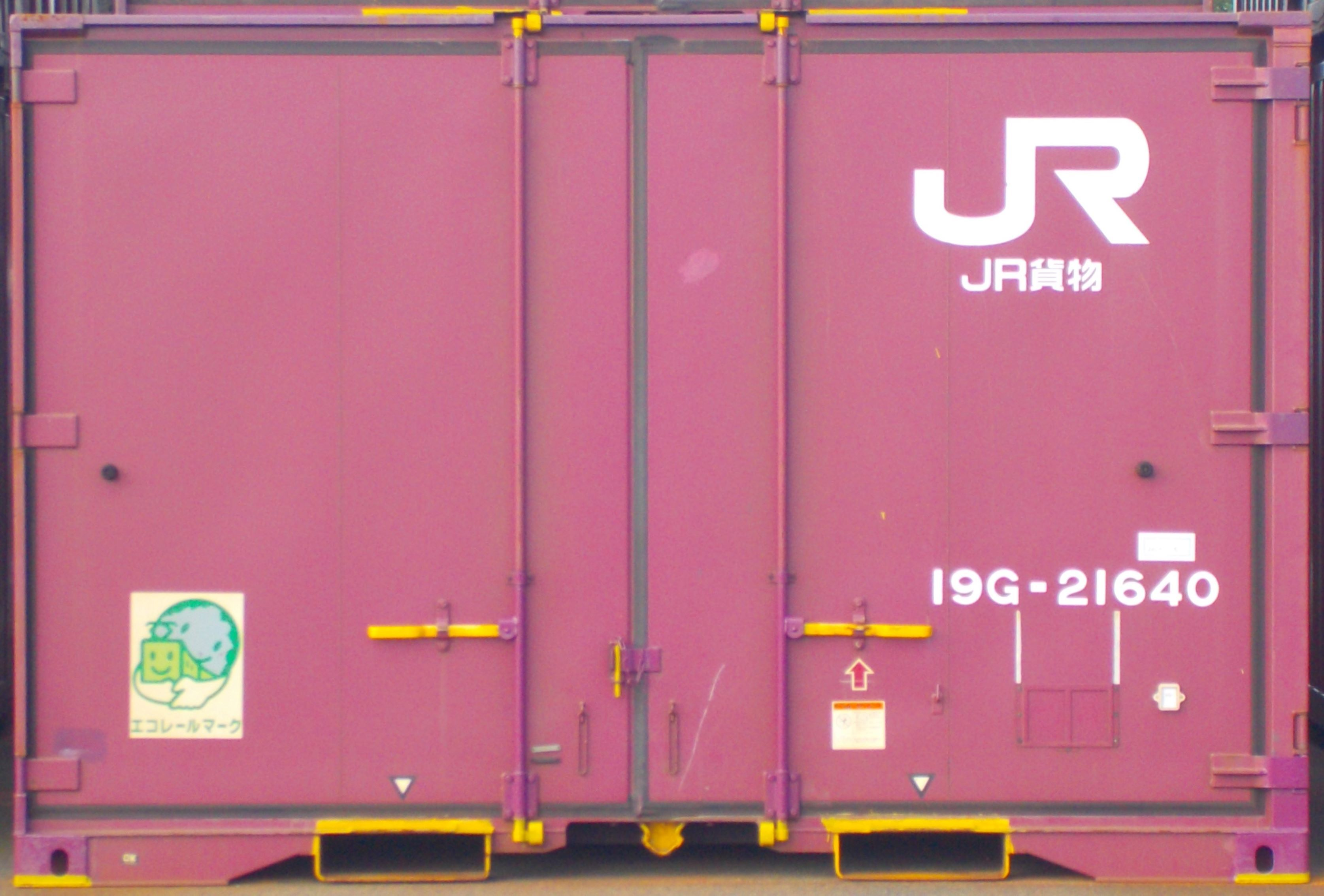
JRマーク塗装総合車両製公式側19G-21640。 （福島県／小名浜駅にて、2024年7月30日撮影）
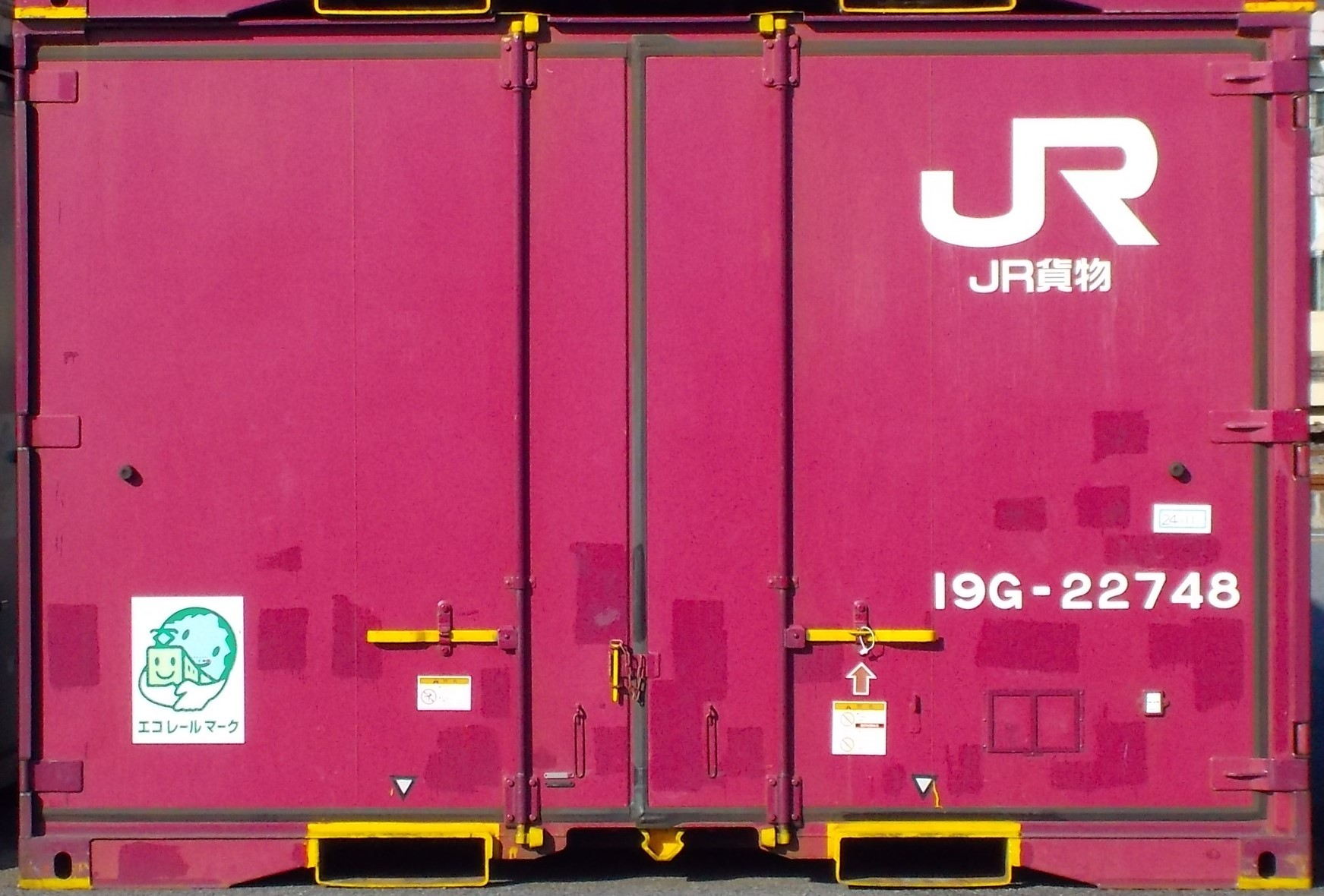
JRマーク塗装CIMC製公式側19G-22748。 （茨城県／土浦にて、2024年7月20日撮影）
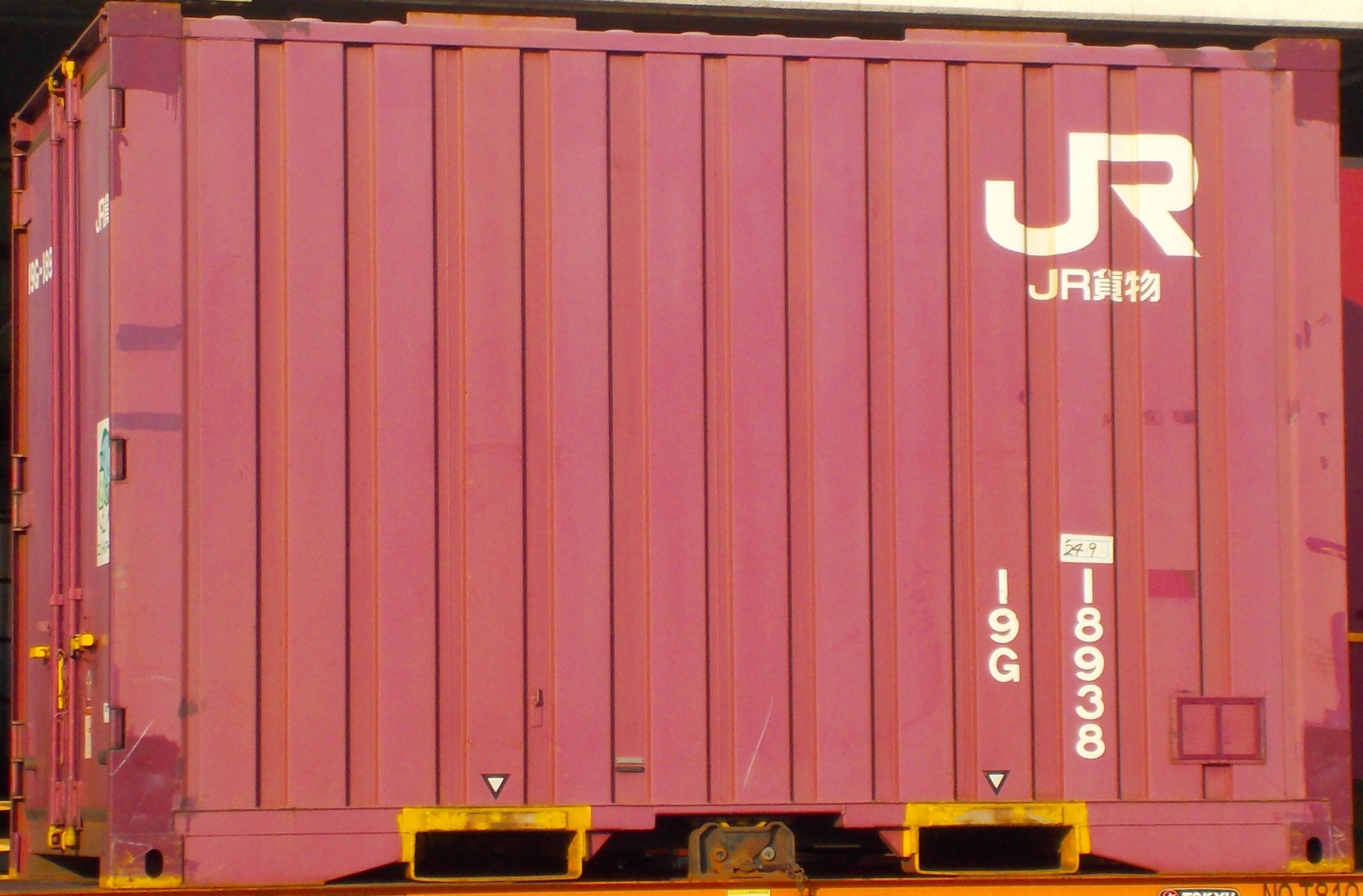
JRマーク塗装CIMC製非公式側19G-18938。 （埼玉県／上尾市にて、2024年9月4日撮影）
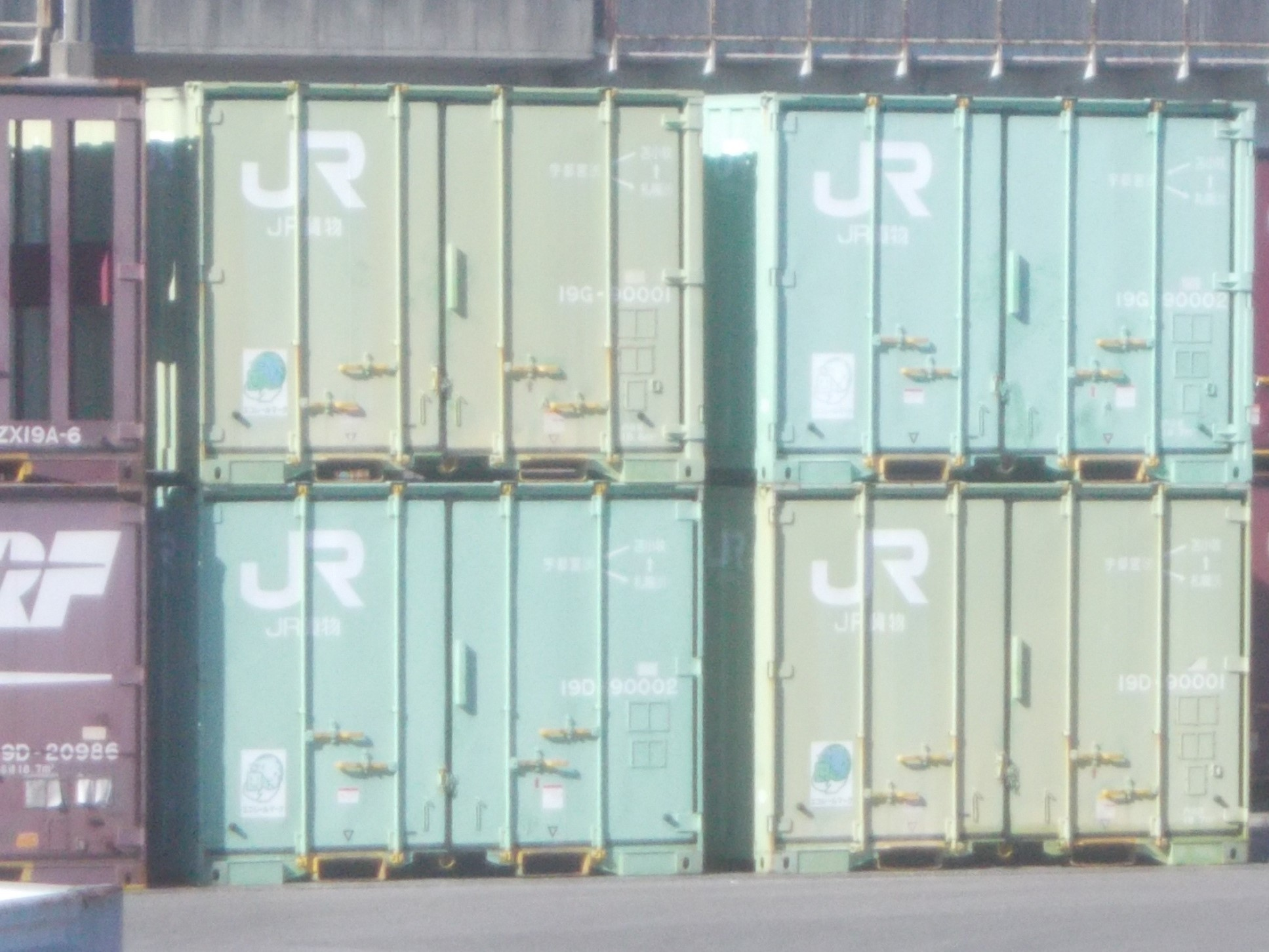
90000番台、19G-90001、90002。（栃木県／宇都宮(タ)にて、2023年2月28日撮影）上二つが19G。

## 現状
- 2007年（平成19年）から2013年（平成25年）にかけて、老朽化が目立つ個体は、内張りを交換する更新工事が施された。同時に塗装も専用のものに塗り直されており、白線が消されたうえに、JRFマークが小さくなっている。また更新施工を示す表記は、製造番号の後ろに「更新」の英訳である「Renewal」の頭文字「R」を追記したもの（前期標準）や、◇の記号が付いたもの（後期標準）があり、中には目印がない個体があるなど、多種多様である。また、追記位置についても、製造番号の末尾、製造番号最下位の数字の直上、同じく直下など、もしくは製造番号の先頭など個体によって異なる。
- 2013年（平成25年）以降、老朽化が進んだ個体は、近年新たに製造された固体および、20G形などでこれらの老朽化による安全上の瑕疵や、多額の補修費が掛かる個体の置き換えが進み、廃棄あるいは死重用途の、ZD19G形に転用改造したりしている。
- 2019年（令和元年）7月以降、旧東急車輛製造の個体（1〜200と、2001〜2900と、3901〜4900までの、計2,100個）は、アスベスト含有のため、順に解体処分されている。
- 2025年（令和7年）4月5日現在、6,624個が使用されている[2]。